# EUR 페르미역
EUR 페르미 역(이탈리아어: EUR Fermi)은 로마 지하철 B선의 역 중 하나이다. 1955년에 개통한 이 역은 아메리카 대로(viale America)와 스타시오네 엔리코 페르미 광장(piazza della Stazione Enrico Fermi) 사이에 위치한 EUR에 위치해 있다. 바로 옆에 있는 넓은 호수는 1960년 하계 올림픽 당시 건축된 것이다.

## 역 시설
EUR 페르미 역에는 다음과 같은 시설이 있다.
- 매표기
- 장애인 전용 승차시설
- 엘리베이터
- 에스컬레이터
- 파크 앤드 라이드 시설
- 역 감시카메라 (CCTV)

## 역 주변
- 국립 중앙 기록보관소 (Archivio Centrale dello Stato)
- 팔라로토마티카 (Palalottomatica)
- 라게토 델레우르 (Laghetto dell'Eur)
- INAIL
- 이탈리아 교통부 (Ministero dei Trasporti) - 델라르테 가 본부
- 아메리카 대로 (Viale America)